# Miyagegashi
 (signalé en mai 2025).
Si vous disposez d'ouvrages ou d'articles de référence ou si vous connaissez des sites web de qualité traitant du thème abordé ici, merci de compléter l'article en donnant les références utiles à sa vérifiabilité et en les liant à la section « Notes et références ».
- Archive Wikiwix
- Bing
- Cairn
- DuckDuckGo
- E. Universalis
- Gallica
- Google
- G. Books
- G. News
- G. Scholar
- Persée
- Qwant
- (zh) Baidu
- (ru) Yandex
- (wd) trouver des œuvres sur Wikidata

Miyagegashi, ou miyagekashi (土産菓子), littéralement « sucrerie souvenir », désigne une sucrerie, un gâteau par exemple fait dans le but de le vendre en tant que souvenir. Comme pour beaucoup d'autres souvenirs japonais (omiyage), un miyagegashi typique est une spécialité régionale (meibutsu), et ne peut être achetée en dehors d'une zone géographique spécifique.
La fabrication et la vente d'omiyagegashi est une part importante de l'industrie des omiyage japonais.

## Types demiyagegashi
- Yatsuhashi (Kyoto)
- Chinsuko (préfecture de Okinawa)
- Tokyo banana (Tokyo)
- Shiroi koibito (Hokkaidō)
- Hiyoko (préfecture de Fukuoka)